# Kabinett Fillon II
Das Kabinett Fillon II war die französische Regierung vom 18. Juni 2007 bis zum 13. November 2010 unter Premierminister François Fillon.
Die Regierung folgte auf das Kabinett Fillon I, das als Übergangsregierung zwischen der Präsidentschaftswahl und den Parlamentswahlen fungiert hatte und den Konventionen entsprechend am 18. Juni, einen Tag nach dem zweiten Wahlgang der Parlamentswahlen, zurückgetreten war. François Fillon wurde von Staatspräsident Nicolas Sarkozy unmittelbar wieder mit der Regierungsbildung beauftragt und stellte einen Tag später sein neues Kabinett vor.
Die bedeutendste Veränderung gegenüber dem Kabinett Fillon I war das Ausscheiden des Staatsministers und Umweltministers Alain Juppé. Dieser hatte bei der Parlamentswahl sein Mandat verloren und daraufhin auf die Regierungsämter verzichtet. Sein Nachfolger in beiden Funktionen wurde Jean-Louis Borloo, dem in seinem bisherigen Amt als Minister für Finanzen, Wirtschaft und Beschäftigung Christine Lagarde folgte.
Das Kabinett wurde insgesamt 13 Mal umbesetzt. Die umfassendste Umbildung fand dabei am 23. Juni 2009, kurz nach den Europawahlen 2009, statt.
Am 13. November 2010 erklärte die Regierung Fillon II ihren Rücktritt, der einen Tag später in Kraft trat. Damit sollte eine grundlegende Neubildung der Regierung ermöglicht werden. François Fillon wurde am gleichen Tag erneut mit der Regierungsbildung beauftragt und bildete das Kabinett Fillon III.

## Premierminister
| Amt             | Name            | Partei |
| --------------- | --------------- | ------ |
| Premierminister | François Fillon | UMP    |

## Staatsminister
| Amt                               | Name                 | Partei |
| --------------------------------- | -------------------- | ------ |
| Staatsminister                    | Jean-Louis Borloo    | PR-UMP |
| Staatsministerin ab 23. Juni 2009 | Michèle Alliot-Marie | UMP    |

## Minister
| Amt | Name | Partei                              |
| --- | --- | ----------------------------------- |
| Minister für Umwelt, Energie, nachhaltige Entwicklung und das Meer, befasst mit grünen Technologien und den Verhandlungen über das Klima ab 23. Juni 2009 Minister für Umwelt, Energie, nachhaltige Entwicklung und Raumordnung 18. März 2008 bis 23. Juni 2009 Minister für Umwelt und nachhaltige Entwicklung bis 18. März 2008                                             | Jean-Louis Borloo | PR-UMP                              |
| Ministerin für Wirtschaft, Industrie und Beschäftigung ab 18. März 2008 Ministerin für Wirtschaft, Finanzen und Beschäftigung bis 18. März 2008 | Christine Lagarde | UMP                                 |
| Ministerin für innere Angelegenheiten, Übersee und Gebietskörperschaften | Brice Hortefeux ab 23. Juni 2009 Michèle Alliot-Marie bis 23. Juni 2009                                                                                          | UMP                                 |
| Außenminister | Bernard Kouchner | parteilos                           |
| Minister für Einwanderung, Integration, nationale Identität und solidarische Entwicklung ab 18. März 2008 Minister für Einwanderung, Integration, nationale Identität und Ko-Entwicklung bis 18. März 2008 | Éric Besson ab 15. Januar 2009 Brice Hortefeux bis 15. Januar 2009                                                                                               | UMP                                 |
| Ministerin für Justiz und Freiheiten ab 23. Juni 2009 Ministerin für Justiz bis 23. Juni 2009 | Michèle Alliot-Marie ab 23. Juni 2009 Rachida Dati bis 23. Juni 2009                                                                                             | UMP                                 |
| Minister für Arbeit, Solidarität und öffentliche Verwaltung ab 22. März 2010 Minister für Arbeit, sozialen Zusammenhalt, Familie, Solidarität und Städte 15. Januar 2009 bis 22. März 2010 Minister für Arbeit, sozialen Zusammenhalt, Familie und Solidarität 18. März 2008 bis 15. Januar 2009 Minister für Arbeit, sozialen Zusammenhalt und Solidarität bis 18. März 2008 | Éric Woerth ab 22. März 2010 Xavier Darcos 23. Juni 2009 bis 22. März 2010 Brice Hortefeux 15. Januar 2009 bis 23. Juni 2009 Xavier Bertrand bis 15. Januar 2009 | UMP                                 |
| Minister für Bildung, Regierungssprecher ab 23. Juni 2009 Minister für Bildung bis 23. Juni 2009 | Luc Chatel ab 23. Juni 2009 Xavier Darcos bis 23. Juni 2009 | UMP                                 |
| Ministerin für Hochschulbildung und Forschung | Valérie Pécresse | UMP                                 |
| Minister für Verteidigung | Hervé Morin | NC                                  |
| Ministerin für Gesundheit und Sport ab 12. Januar 2009 Ministerin für Gesundheit, Jugend und Sport und Vereinswesen 18. März 2008 bis 12. Januar 2009 Ministerin für Gesundheit, Jugend und Sport bis 18. März 2008 | Roselyne Bachelot | UMP                                 |
| Ministerin für Wohnen 15. Januar 2009 bis 23. Juni 2009 (Ministerium aufgelöst) Ministerin für Wohnen und Städtewesen bis 15. Januar 2009 | Christine Boutin 15. Januar 2009 bis 23. Juni 2009 | FRS-UMP                             |
| Minister für Ernährung, Landwirtschaft und Fischerei ab 23. Juni 2009 Minister für Landwirtschaft und Fischerei bis 23. Juni 2009 | Bruno Le Maire ab 23. Juni 2009 Michel Barnier bis 23. Juni 2009                                                                                                 | UMP                                 |
| Minister für Kultur und Kommunikation | Frédéric Mitterrand ab 23. Juni 2009 Christine Albanel bis 23. Juni 2009                                                                                         | parteilos UMP                       |
| Minister für Haushalt, öffentliche Finanzen und Staatsreform ab 22. März 2010 Minister für Haushalt, öffentliche Finanzen, Verwaltung und Staatsreform 23. Juni 2009 bis 22. März 2010 Minister für Haushalt, öffentliche Finanzen und Verwaltung bis 23. Juni 2009 | François Baroin ab 22. März 2010 Éric Woerth bis 22. März 2010                                                                                                   | UMP                                 |
| Minister für den ländlichen Raum und Raumordnung ab 23. Juni 2009 | Michel Mercier | MoDem ohne Unterstützung der Partei |
| Minister für Jugend und aktive Solidarität ab 22. März 2010 | Marc-Philippe Daubresse | UMP                                 |

## Beigeordnete Minister
| Amt                                                                                   | Name                                    | Partei | zugeordnetes Ministerium                                                  |
| ------------------------------------------------------------------------------------- | --------------------------------------- | ------ | ------------------------------------------------------------------------- |
| Minister für die Umsetzung des Planes zur Belebung der Wirtschaft ab 5. Dezember 2008 | Patrick Devedjian ab 5. Dezember 2008   | UMP    | Premierminister                                                           |
| Minister für die Beziehungen zum Parlament ab 23. Juni 2009                           | Henri de Raincourt ab 23. Juni 2009     | UMP    | Premierminister                                                           |
| Minister für Industrie ab 23. Juni 2009                                               | Christian Estrosi ab 23. Juni 2009      | UMP    | Ministerium für Wirtschaft, Industrie und Beschäftigung ab 18. März 2008  |
| Ministerin für die Überseegebiete ab 6. November 2009                                 | Marie-Luce Penchard ab 6. November 2009 | UMP    | Ministerium für innere Angelegenheiten, Übersee und Gebietskörperschaften |

## Staatssekretäre und Hochkommissar
| Amt | Name | Partei        | zugeordnetes Ministerium |
| --- | --- | ------------- | --- |
| Staatssekretär für die Beziehungen zum Parlament bis 23. Juni 2009 | Roger Karoutchi bis 23. Juni 2009 | UMP           | Premierminister |
| Staatssekretär für europäische Angelegenheiten | Pierre Lellouche ab 23. Juni 2009 Bruno Le Maire 13. Dezember 2008 bis 23. Juni 2009 Jean-Pierre Jouyet bis 13. Dezember 2008        | parteilos     | Außenministerium |
| Regierungssprecher (im Rang eines Staatssekretärs) bis 18. März 2008 | Laurent Wauquiez bis 18. März 2008                                                                                                   | UMP           | Premierminister |
| Staatssekretär für die Weiterentwicklung und Evaluation der Politik bis 15. Januar 2008 | Éric Besson bis 15. Januar 2008 | parteilos     | Premierminister |
| Staatssekretärin für Solidarität bis 23. Juni 2009 | Valérie Létard bis 23. Juni 2009 | NC            | Ministerium für Arbeit, sozialen Zusammenhalt und Solidarität                                                                                                   |
| Staatssekretär für Verkehr | Dominique Bussereau | UMP           | Minister für Umwelt und nachhaltige Entwicklung |
| Staatssekretärin für Ökologie | Chantal Jouanno ab 21. Januar 2009 Nathalie Kosciusko-Morizet bis 15. Januar 2009                                                    | UMP           | Minister für Umwelt und nachhaltige Entwicklung |
| Staatssekretär für die Überseegebiete bis 6. November 2009 | Marie-Luce Penchard 23. Juni 2009 bis 6. November 2009 Yves Jégo 18. März 2008 bis 23. Juni 2009 Christian Estrosi bis 18. März 2008 | UMP           | Ministerium für innere Angelegenheiten, Übersee und Gebietskörperschaften                                                                                       |
| Staatssekretär für die Öffentliche Verwaltung | Georges Tron ab 22. März 2010 Vakanz vom 23. Juni 2009 bis zum 22. März 2010 André Santini bis 23. Juni 2009                         | UMP NC        | Ministerium für Arbeit, Solidarität und öffentliche Verwaltung ab 22. März 2010 Ministerium für Haushalt, öffentliche Finanzen und Verwaltung bis 23. Juni 2009 |
| Staatssekretär für internationale Zusammenarbeit und frankophone Länder bis 4. Juli 2010 | Alain Joyandet 18. März 2008 bis 4. Juli 2010 Jean-Marie Bockel bis 18. März 2008                                                    | UMP LGM       | Außenministerium |
| Staatssekretärin für Außenhandel ab 18. März 2008 Staatssekretär für Unternehmen und Außenhandel bis 18. März 2008                                                                                              | Anne-Marie Idrac ab 18. März 2008 Hervé Novelli bis 18. März 2008                                                                    | NC UMP        | Ministerium für Wirtschaft, Finanzen und Beschäftigung |
| Staatssekretär für Handel, Handwerk, kleine und mittlere Betriebe, Tourismus und Verbrauch ab 23. Juni 2009 Staatssekretär für Handel, Handwerk, Tourismus und Dienstleistungen 18. März 2008 bis 23. Juni 2009 | Hervé Novelli | UMP           | Ministerium für Wirtschaft, Finanzen und Beschäftigung |
| Staatssekretärin für Städtepolitik | Fadela Amara | parteilos     | Minister für Arbeit, sozialen Zusammenhalt, Familie, Solidarität und Städte ab 15. Januar 2009 Ministerium für Wohnen und Städtewesen bis 15. Januar 2009       |
| Staatssekretär für Verteidigung und Veteranen ab 23. Juni 2009 Staatssekretär für Veteranen bis 23. Juni 2009                                                                                                   | Hubert Falco ab 23. Juni 2009 Jean-Marie Bockel 18. März 2008 bis 23. Juni 2009 Alain Marleix bis 18. März 2008                      | UMP LGM UMP   | Minister für Verteidigung |
| Staatssekretärin für Außenpolitik und Menschenrechte bis 23. Juni 2009 | Rama Yade bis 23. Juni 2009 | UMP           | Außenministerium |
| Staatssekretär für Verbrauch und Tourismus bis 18. März 2008 | Luc Chatel bis 18. März 2008 | UMP           | Ministerium für Wirtschaft, Finanzen und Beschäftigung |
| Staatssekretär für Sport ab 12. Januar 2009 Staatssekretär für Sport, Jugend und Vereinswesen 18. März 2008 bis 12. Januar 2009 Staatssekretär für Sport ab 22. Oktober 2007                                    | Rama Yade ab 23. Juni 2009 Bernard Laporte bis 23. Juni 2009                                                                         | UMP parteilos | Ministerium für Gesundheit, Jugend und Sport |
| Staatssekretär für den Großraum Paris 18. März 2008 bis 4. Juli 2010 | Christian Blanc 18. März 2008 bis 4. Juli 2010                                                                                       | NC            | Premierminister 23. Juni 2009 bis 4. Juli 2010 Minister für Umwelt, Energie, nachhaltige Entwicklung und Raumordnung                                            |
| Staatssekretär für Raumordnung 18. März 2008 bis 23. Juni 2009 | Hubert Falco 18. März bis 23. Juni 2009                                                                                              | UMP           | Ministerium für Umwelt, Energie, nachhaltige Entwicklung und Raumordnung                                                                                        |
| Staatssekretärin für Familie und Solidarität ab 18. März 2008 Staatssekretärin für Familie ab 18. März 2008 | Nadine Morano | UMP           | Ministerium für Arbeit, sozialen Zusammenhalt, Familie und Solidarität                                                                                          |
| Staatssekretär für Arbeit ab 18. März 2008 | Laurent Wauquiez ab 18. März 2008 | UMP           | Ministerium für Wirtschaft, Industrie und Beschäftigung |
| Staatssekretär für Industrie und Verbrauch, Regierungssprecher 18. März 2008 bis 23. Juni 2009 | Luc Chatel 18. März 2008 bis 23. Juni 2009                                                                                           | UMP           | Ministerium für Wirtschaft, Industrie und Beschäftigung |
| Staatssekretär für Inneres und Gebietskörperschaften ab 18. März 2008 | Alain Marleix ab 18. März 2008 | UMP           | Ministerium für innere Angelegenheiten, Übersee und Gebietskörperschaften                                                                                       |
| Staatssekretärin für Zukunftsforschung und die IT-Branche ab 15. Januar 2009 Staatssekretär für die IT-Branche 18. März 2008 bis 15. Januar 2009                                                                | Nathalie Kosciusko-Morizet ab 15. Januar 2009 Éric Besson 18. März 2008 bis 15. Januar 2009                                          | UMP           | Premierminister |
| Staatssekretärin für Senioren ab 23. Juni 2009 | Nora Berra ab 23. Juni 2009 | UMP           | Ministerium für Arbeit, sozialen Zusammenhalt, Familie, Solidarität und Städte                                                                                  |
| Staatssekretär für Wohnen und städtischen Raum ab 23. Juni 2009 | Benoist Apparu ab 23. Juni 2009 | UMP           | Ministerium für Umwelt, Energie, nachhaltige Entwicklung und für das Meer                                                                                       |
| Staatssekretärin ohne Aufgabenbereich ab 23. Juni 2009 | Valérie Létard ab 23. Juni 2009 | NC            | Ministerium für Umwelt, Energie, nachhaltige Entwicklung und für das Meer                                                                                       |
| Staatssekretär für Justiz ab 23. Juni 2009 | Jean-Marie Bockel ab 23. Juni 2009                                                                                                   | LGM           | Ministerium für Justiz und Freiheiten |
| Hochkommissar für die aktive Solidarität gegen die Armut, Hochkommissar für die Jugend 12. Januar 2009 bis 22. März 2010 Hochkommissar für die aktive Solidarität gegen die Armut bis 12. Januar 2009           | Martin Hirsch bis 22. März 2010 | parteilos     | Premierminister |